# Тыща
Тыща (бел. Тышча) — деревня в Мстиславском районе Могилёвской области Белоруссии. Входит в состав Ракшинского сельсовета.

## География
Деревня находится в северо-восточной части Могилёвской области, в пределах Оршанско-Могилёвской равнины, на левом берегу реки Кошанки, на расстоянии примерно 26 километров (по прямой) к западу-юго-западу (WSW) от Мстиславля, административного центра района. Абсолютная высота — 198 метров над уровнем моря.

## История
В конце XVIII века деревня входила в состав Могилёвской экономии Великого княжества Литовского.
Согласно «Списку населенных мест Могилёвской губернии» 1910 года издания населённый пункт являлся центром Тыщанского сельского общества Долговичской волости Чериковского уезда Могилёвской губернии. Имелось 117 дворов и проживало 793 человека (374 мужчины и 419 женщин).
До 2017 года Тыща входила в состав ныне упразднённого Долговичского сельсовета.

## Население
По данным переписи 2009 года, в деревне проживало 24 человека.